# Paracobitis potanini
Paracobitis potanini är en fiskart som först beskrevs av Günther, 1896.  Paracobitis potanini ingår i släktet Paracobitis och familjen grönlingsfiskar. Inga underarter finns listade i Catalogue of Life.